# مرسدس-بنز سیتارو
مرسدس-بنز سیتارو (انگلیسی: Mercedes-Benz Citaro) اتوبوس سطح پائین است، که از سال ۱۹۹۷ تاکنون توسط شرکت مرسدس بنز تولید و عرضه می‌شود.